# San Pietro Infine
San Pietro Infine là một đô thị ở tỉnh Caserta trong vùng Campania của Ý, có vị trí cách khoảng 70 km về phía tây bắc của Napoli và khoảng 50 km về phía tây bắc của Caserta. San Pietro Infine giáp các đô thị: Mignano Monte Lungo, San Vittore del Lazio, Venafro.